# Yeşil Sol Parti
Yeşil Sol Parti (em português: Partido da Esquerda Verde) ou YSP, é um Partido político da Turquia fundado a 25 de Novembro de 2012. O seu símbolo consiste numa árvore com um tronco roxo formando uma figura humana, a coroa constituída por folhas verdes individuais e o sol amarelo formando a cabeça da figura humana no meio da coroa.

## História
O YSP, anteriormente denominado Yeşiller ve Sol Gelecek Partisi (Partido do Futuro Verde e Esquerda), foi fundado a 25 de Novembro de 2012 através da fusão do Eşitlik ve Demokrasi Partisi (Partido da Igualdade e Democracia) e do Yeşiller Partisi (Partido dos Verdes). Define-se como um partido verde com ideias de esquerda-liberal. 
Em 2014, o partido apoiou Selahattin Demirtaş como candidato presidencial nas eleições presidenciais turcas de 2014. Também apoiou o PDS nas eleições parlamentares de Junho de 2015.
No Segundo Congresso do Partido Ordinário a 2 de Abril de 2016, o partido mudou o seu nome para Yeşil Sol Partisi (YSP). O actual logótipo do partido deve-se à decisão tomada no Segundo Congresso Extraordinário a 16 de Outubro de 2022. Selahattin Demirtaş sugeriu mais tarde que, no caso de uma possível proibição do HDP, todos os candidatos do grupo parlamentar HDP concorreriam em nome do YSP nas eleições parlamentares de 2023.
Com a decisão de 24 de Março de 2023, o HDP, o Emekçi Hareket Partisi (Partido do Movimento dos Trabalhadores) e o Toplumsal Özgürlük Partisi (Partido da Liberdade Social) decidiram concorrer às eleições presidenciais e parlamentares unidos nas listas da YSP, a fim de reforçar a aliança Millet İttifakı (Aliança da Nação) do líder da oposição Kemal Kilicdaroglu. A YSP é, portanto, um partido-chave para as eleições presidenciais de 2023.